# オリガ・フョードロヴナ

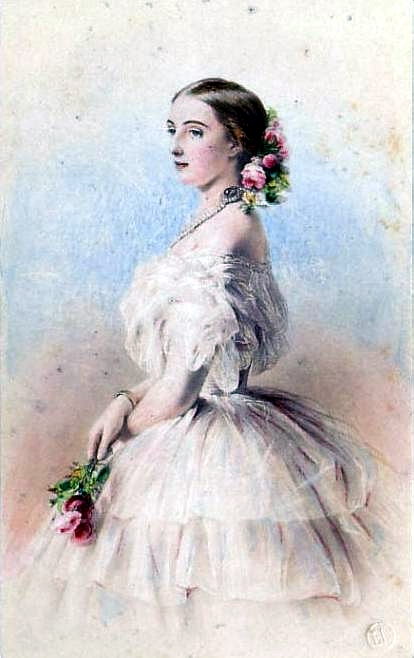
オリガ大公妃、フランツ・ヴィンターハルター画

オリガ・フョードロヴナ（ロシア語: Ольга  Фёдоровна, ラテン文字転写: Olga Feodorovna, 1839年9月20日 - 1891年4月12日）は、ロシアの皇族、ロシア大公妃。皇帝ニコライ1世の四男ミハイル・ニコラエヴィチ大公の妃。

## 生涯
バーデン大公レオポルト1世とその妃ゾフィー・ヴィルヘルミーネの末娘として、カールスルーエで生まれた。ドイツ語名はツェツィーリエ・フォン・バーデン（Cäcilie Auguste von Baden）。
1857年8月28日、サンクトペテルブルクでミハイルと結婚。7子を生んだ。
- ニコライ（1859年 - 1919年）
- アナスタシア（1860年 - 1922年） - メクレンブルク＝シュヴェリーン大公フリードリヒ・フランツ3世と結婚
- ミハイル（1861年 - 1929年）
- ゲオルギー（1863年 - 1919年）
- アレクサンドル（1866年 - 1933年）
- セルゲイ（1869年 - 1918年）
- アレクセイ（1875年 - 1895年）

オリガはウクライナのハルキウで没した。